# Aber Alaw
Aber Alaw („Mund/Mündung des Alaw“) ist der Ästuar des Flusses Alaw auf Anglesey in Wales.

## Allgemeines

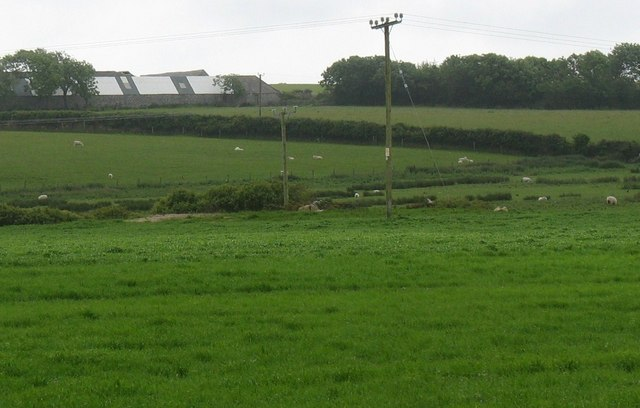
Bedd Branwen

Am Ufer des Alaw bei Llanddeusant wird ein Stein namens Bedd Branwen gezeigt, der das Grab von Branwen sein soll. Dieser Stein wurde erstmals um 1800 ausgegraben und neuerlich um 1960 von Frances Lynch. Dabei wurden einige Urnen mit menschlicher Asche gefunden, so dass die Vermutung nahe liegt, dass die Geschichte von Branwen auf einer Begebenheit beruht, die während der britischen Bedd Branwen Periode  der Bronzezeit stattfand.

## Mythologie
Im Zweiten Zweig des Mabinogi, Branwen ferch Llŷr („Branwen, die Tochter Llŷrs“), ist Branwen die Tochter von Penarddun und dem Meeresgott Llŷr, ihre Brüder sind König Bran und Manawydan. Sie wird mit Matholwch, dem König von Irland, verheiratet, der sie aber schlecht behandelt. Als deshalb die Waliser einen Kriegszug nach Irland machen, werden im Laufe der Kämpfe fast alle getötet. Nur fünf schwangere irische Frauen überleben, die die Insel wieder besiedeln und auf walisischer Seite kehren lediglich sieben Krieger mit Branwen und dem Kopf Brans zurück. Als diese Gruppe auf Anglesey landet, wo man sowohl Irland als auch Wales sehen kann, stirbt Branwen vor Kummer über die beiden ihretwegen entvölkerten Länder und wird am Ufer des Alaw begraben.

## Die Zitadelle
In Archibald Joseph Cronins Roman Die Zitadelle wird der fiktive Handlungsort in Wales Aberalaw genannt.